# کولاتای، نیو ساوت ولز
کولاتای (به انگلیسی: Coolatai) یک منطقهٔ مسکونی در استرالیا است که در نیو ساوت ولز واقع شده‌است.